# Discografia dei The Black Keys
Questa pagina contiene la discografia del gruppo musicale statunitense The Black Keys.

## EP
| Informazioni album                                                                                              |
| --- |
| The Moan - Data di pubblicazione: 6 dicembre 2005 - Etichetta: Alive Records                                    |
| Chulahoma: The Songs of Junior Kimbrough - Data di pubblicazione: 2 maggio 2006 - Etichetta: Fat Possum Records |

## Album

### Album in studio
| Informazioni album |
| --- |
| The Big Come Up - Data di pubblicazione: 2002 - Etichetta: Alive Records - Produttori: Partick Carney                                             |
| Thickfreakness - Data di pubblicazione: 2003 - Etichetta: Fat Possum Records - Produttore: Partick Carney                                         |
| Rubber Factory - Data di pubblicazione: 7 settembre 2004 - Etichetta: Fat Possum Records - Produttore: Partick Carney                             |
| Magic Potion - Data di pubblicazione: 12 settembre 2006 - Etichetta: Nonesuch Records - Produttori: The Black Keys                                |
| Attack & Release - Data di pubblicazione: 1º aprile 2008 - Etichetta: Nonesuch Records - Produttore: Danger Mouse                                 |
| Brothers - Data di pubblicazione: 18 maggio 2010 - Etichetta: Nonesuch Records - Produttore: Danger Mouse, The Black Keys, Mark Neill             |
| El Camino - Data di pubblicazione: 6 dicembre 2011 - Etichetta: Nonesuch Records - Produttore: Danger Mouse, The Black Keys                       |
| Turn Blue - Data di pubblicazione: 5 maggio 2014 - Etichetta: Nonesuch Records - Produttore: Danger Mouse, The Black Keys                         |
| Let's Rock - Data di pubblicazione: 28 giugno 2019 - Etichetta: Easy Eye Sound, Nonesuch Records - Produttore: The Black Keys                     |
| Delta Kream - Data di pubblicazione: 14 maggio 2021 - Etichetta: Easy Eye Sound, Nonesuch Records - Produttore: The Black Keys                    |
| Dropout Boogie - Data di pubblicazione: 13 maggio 2022 - Etichetta: Easy Eye Sound, Nonesuch Records - Produttore: The Black Keys                 |
| Ohio Players - Data di pubblicazione: 5 aprile 2024 - Etichetta: Easy Eye Sound, Nonesuch Records - Produttore: The Black Keys, Dan the Automator |

### Album collaborativi
| Informazioni album |
| --- |
| Blakroc - Data di pubblicazione: 24 novembre 2009 - Etichetta: V2 - Produttore: Damon Dash, Dan Auerbach, Patrick Carney, Joel Hamilton |

### Album dal vivo
| Informazioni album |
| --- |
| Live in Austin, TX - Data di pubblicazione: 5 maggio 2006 - Etichetta: Jumper Productions - Produttore: Sal Ortiz-Steels, Adam Agardy, Christopher Tolle |

## Singoli
| Data | Titolo                               | Etichetta          |
| ---- | ------------------------------------ | ------------------ |
| 2003 | Leavin' Trunk/She Said, She Said     | Isota Records      |
| 2003 | Set You Free                         | Fat Possum Records |
| 2003 | Hard Row                             | Fat Possum Records |
| 2003 | Have Love, Will Travel               | Fat Possum Records |
| 2004 | 10 A.M. Automatic                    | Fat Possum Records |
| 2004 | Till I Get My Way/Girl is On My Mind | Fat Possum Records |
| 2006 | Your Touch                           | Nonesuch Records   |
| 2006 | You're the One                       | Nonesuch Records   |
| 2006 | Just Got to Be                       | Nonesuch Records   |
| 2008 | Strange Times                        | Nonesuch Records   |
| 2008 | I Got Mine                           | Nonesuch Records   |
| 2008 | Same Old Thing                       | Nonesuch Records   |
| 2010 | Tighten Up                           | Nonesuch Records   |
| 2011 | Ohio                                 | Nonesuch Records   |
| 2011 | Howlin' for You                      | Nonesuch Records   |
| 2011 | Next Girl                            | Nonesuch Records   |
| 2011 | Lonely Boy                           | Nonesuch Records   |
| 2012 | Gold on the Ceiling                  | Nonesuch Records   |
| 2012 | Dead and Gone                        | Nonesuch Records   |
| 2012 | Little Black Submarines              | Nonesuch Records   |
| 2014 | Fever                                | Nonesuch Records   |
| 2014 | Turn Blue                            | Nonesuch Records   |
| 2014 | Bullet in the Brain                  | Nonesuch Records   |
| 2014 | Gotta Get Away                       | Nonesuch Records   |
| 2015 | Weight of Love                       | Nonesuch Records   |
| 2015 | Meet Me in the City                  | Nonesuch Records   |
| 2019 | Lo/Hi                                | Nonesuch Records   |
| 2019 | Eagle Birds                          | Nonesuch Records   |
| 2019 | Go                                   | Nonesuch Records   |
| 2020 | Shine a Little Light                 | Nonesuch Records   |
| 2021 | Crawling Kingsnake                   | Nonesuch Records   |
| 2021 | Going Down South                     | Nonesuch Records   |
| 2021 | Poor Boy a Long Way from Home        | Nonesuch Records   |
| 2022 | Wild Child                           | Nonesuch Records   |
| 2022 | It Ain't Over                        | Nonesuch Records   |

## Videografia

### DVD
- 2004 – Thickfreakness in Austin (Jumper Productions)
- 2005 – Live (Fat Possum Records)
- 2006 – Austin City Limits Music Festival 2005 (Image Entertainment)
- 2008 – Live at the Crystal Ballroom (Nonesuch)

### Video musicali
- Set You Free (2003) - regia di Jeromy Ceseña
- 10am Automatic (2004) - regia di David Cross
- Your Touch (2006) - regia di Peter Zavadil
- Meet Me in the City (2006)
- Just Got to Be (2007) - regia di Peter Zavadil
- Strange Times (2008) - regia di Lance Bangs
- Tighten Up (2010, 2 versioni) - regia di Chris Marrs Piliero
- Next Girl (2010) - regia di Chris Marrs Piliero
- Howlin' for You (2011) - regia di Chris Marrs Piliero
- Lonely Boy (2011) - regia di Jesse Dylan
- Gold on the Ceiling (2012) - regia di Reid Long (prima versione); regia di Harmony Korine (versione film)
- Little Black Submarines (2012) - regia di Danny Clinch
- The Baddest Man Alive (2012) - regia di Chris Marrs Piliero
- Fever (2014) - regia di Theo Wenner
- Weight of Love (2014) - regia di Theo Wenner
- Go (2019) - regia di Bryan Schlam
- Crawling Kingsnake (2021) - regia di Tim Hardiman
- Going Down South (2021) - regia di Ryan Nadzam
- Stay All Night (2021) - regia di Ryan Nadzam
- Poor Boy a Long Way From Home (2021) - regia di Ryan Nadzam
- Wild Child (2022) - regia di Bryan Schlam